# Phoberia atomaris
Phoberia atomaris là một loài bướm đêm trong họ Erebidae.